# Erica beatricis
Erica beatricis är en ljungväxtart som beskrevs av Robert Harold Compton. Erica beatricis ingår i släktet klockljungssläktet, och familjen ljungväxter. Inga underarter finns listade i Catalogue of Life.